# Hylaeus yapensis
Hylaeus yapensis là một loài Hymenoptera trong họ Colletidae. Loài này được Yasumatsu mô tả khoa học năm 1942.